# Izabelin (Litwa)
Izabelin (lit. Izabelinė) – wieś na Litwie, w okręgu wileńskim, w rejonie wileńskim, w gminie Suderwa, nad jeziorem Rzesza.

## Historia
Pod zaborami i w II Rzeczypospolitej majątek ziemski (folwark). W XIX i w początkach XX w. położony był w Rosji, w guberni wileńskiej, w powiecie wileńskim. Po I wojnie światowej pod administracją polską, w Zarządzie Cywilnym Ziem Wschodnich. W latach 1920–1922 w składzie Litwy Środkowej.
Od 11 kwietnia 1922 leżał w Polsce, w województwie wileńskim, w powiecie wileńsko-trockim, w gminie Rzesza. W 1931 miejscowość liczyła:
- majątek – 44 mieszkańców, zamieszkałych w 4 budynkach,
- leśniczówka – 9 mieszkańców, zamieszkałych w 1 budynku[2].

Po II wojnie światowej w granicach Związku Sowieckiego. Od 1991 na niepodległej Litwie.